# Джемаат Джамі
Джемаат Джамі (крим. Cemaat Cami) — мечеть, що будується в Сімферополі, в мікрорайоні Ак-Мечит в Центральному районі міста.
Назва перекладається як «громадська мечеть», «мечеть спільноти».

## Історія
Основна мечеть району, Ак-Мечит Джамі, не вміщує всіх вірян, тому у 2012 році розпочалося будівництво нової мечеті «Джемаат Джамі». Спільними зусиллями небайдужих людей було проведено частину робіт. Після окупації будівництво припинилося.
Отримавши нові документи у 2021 році, місцеві мусульмани вирішили продовжити будівництво храму, який, як планує громада, вміщатиме до 1500 осіб. Для цього потрібні чималі кошти.